# خطار (أغنية)

إلهام المدفعي (مغني)

خطار أغنية للمغني العراقي إلهام المدفعي من البوم يحمل نفس العنوان صدر عام 1999 يحمل 13 أغنية. بدأت البومات إلهام المدفعي الظهور مع شركة «أي ام أي» ابتداءً من عام 1999، بهذا الألبوم الأول البلاتيني. كتب موقع ديسكوجز عن الألبوم انه الأسلوب الأندلسي للأغنية الفلكلورية العراقية.
تحدث إلهام المدفعي عن أغنيته «خطار» في حوار مع محمد الخميسي ضمن البرنامج التلفزيوني «وينك» في الأردن  14 ديسمبر 2017 وقال أن كاتب الأغنية كان في لندن ولا يدري ان إلهام قد قام بغناء «خطار» وقام الصديق المشترك «معد فياض» الصحفي بجريدة الشرق الأوسط بابلاغ عزيز السماوي أن المدفعي قد غنى القصيدة وحولها إلى أغنية أصبحت رقم واحد في لبنان والشرق الأوسط، وعن معاني الأغنية قال المدفعي أنها بلهجة جنوب العراق وأن المستمع في بغداد لا يفهمها واللبنانين والسوريين كانوا دائمين السؤال عن معانيها.
كتب موقع الجزيرة: «خطار»... حقق ألبومها أكثر مبيعات في الشرق الأوسط لثلاث سنوات متتالية، وحصل على لقب الألبوم البلاتيني من شركة "إي إم آي" البريطانية... وظل المدفعي محجوراً لعام في منزله في العاصمة الأردنية عمان بسبب فيروس كورونا... واضطر إلى إلغاء حفلات كانت مقررة عام 2020 في بريطانيا وألمانيا وإيطاليا والسويد والسعودية ودول الخليج، أطل المدفعي في مايو الماضي على جمهوره بحفلة من دون جمهور من المدرج الروماني وسط عمان".

## كلمات الأغنية

الشاعر عزيز السماوي (1948 - 2001)

كلمات الأغنية للشاعر عزيز السماوي (1948 - 2001) وهو شاعر شحيح الإنتاج الشعري فله ثلاثة دواوين فقط وينتهج كتابة القصيدة العامية الجديدة ويطور لهجة مدينته المحلية – الديوانية - ذاهباً بها إلى مصاف لغة شعرية عامية. لا ينشغل نص السماوي بأيديولوجية معينة ولكنه ينحاز إلى الإنسان كقيمة مطلقة تسقط إزاء عذابها الفردي كل الاعتبارات والتبريرات الايديولوجية.
كتب عزيز السماوي القصيدة في فبراير 1965، أثناء سجنه الذي حُكِم عليه بالإعدام فيه، وتضمنها ديوان «أغاني الدرويش» عام 1973. تعرف بعض المواقع الشاعر عزيز السماوي بأنه (شاعر عراقي شعبي، مؤلف أغنية «خطار» التي غناها إلهام المدفعي) وهو الذي دفن عام 2001 غريباً في بريطانيا بعد صراع مرير مع المرض وتكفي هذه الحقيقة المؤلمة لتختصر لنا حجم الوحدة والألم الصامت والمعاناة المكبوتة التي حملها معه الشاعر، ففجرها في أبيات القصيدة. قدمت الباحثة البريطانية الكس بلم اطروحة لنيل شهادة التخرج في جامعة مانشستر البريطانية عن عزيز السماوي وتعالج الباحثة الاثار العميقة التي تركها المنفى في الشاعر وكانت السبب في قصيدته «خطار».

صواني شموع

كتب عبد الإله الصائغ (كاتب وشاعر وناقد ومفكر وهو الأمين العام لمنظمة «كتاب بلا حدود» العالمية، وله العديد من المؤلفات): «قلت في كتابة سابقة عن قصيدة (خطار) قصيدة الشاعرعزيز السماوي انها كانت أبرز علامة اشرت تحول القصيدة الشعبية من تذبذبها بين قدامات مغرية وحداثات جذابة إلى حيث التقاليد المجترحة بعبارة أوضح إلى حيث الاشتغال على خامة الواقع وفق معجم شعري عزسماوي! وحقا ان قصائد مهمة لشعراء مهمين طلعت علينا وهي تخبئ محاكاة ذكية لقصيدة (خطار)... عزيز السماوي ضائع وضالته الفرح ! العراق مضيع وضالته الفرح ! الأممية متعبة وضالتها الفرح ! ولكن أين هو الفرح؟ الفرح حق طبيعي للصوص والأغبياء ومعطوبي المروءة ! قد يتوهم عزيز السماوي أن الفرح ممكن ان يزوره ! وقد يزور الفرح حقاً قصيدة السماوي عزيز ! ولكن الفرح سرعان ما يكتشف انه أخطأ العنوان ! ولكن عزيز السماوي سرعان ما يكتشف أن الفرح خطار ملول وعجول».
خطار عدنا الفرح.. اعلك صواني اشموع
خافن يمر بالعكد.. رش العكد بدموع
يا قليبي وين الحزن.. حدر الحدر مرفوع
دومك تون ونتك.. تبكي بدمع مفجوع
طيفك امل كذاب.. فوق السما مرفوع
بالك تصيح بحزن.. صوت الحزن مسموع
خطار عدنا الفرح.. اعلك صواني شموع
شكبان ليلك غضب.. بالك تفز بالليل
دافن بصيص الأمل.. مسهًر نجوم سهيل
والريل فات وجزا.. مالك شغل بالريل
حطلنا موقد جمر.. زوُد سعير الويل
ذوًب شموع الوصل.. فرهد حبابي الهيل
بس لايبوك العمر.. طيف العمر ملسوع
خطار عدنا الفرح.. اعلك صواني شموع
لملم سنين العمر.. عثرهه ليل الضيم
فارشهه فوق الهضب.. طرزهه لون الغيم
مشتال عمرك ذبل.. ما حًن نثيث الديم
والكيظ اجاك بثقل.. بعدك تظل امجيم
خيال حلمك مرك.. شتكله عيب انهيم
يبست انهار الامل.. وانتظر روحي تموت
خطار عدنا الفرح.. اعلك صواني شموع
يا دموعي طيفك غرق.. امسح دموع الطيف
شمسح جزاني الوقت.. راح الحلم يا حيف
قمرية وما مش بعد.. وليش احنا موش بصيف
ظلمه ودواشگ حزن.. لا تظن روحي بكيف
غرًب شراع الفرح.. اهلاً اجانا الضيف
حسبالي يسوى العتب.. ثاري العتب مرفوع
خطار عدنا الفرح.. اعلك صواني شموع

## معنى المفردات
خطار: الضيف الزائر / اعلك: أنر وأشعل / خافن: أخاف أن / العجد: الزقاق (وهي منطقة السكن الصغيرة) / حدر الحدر: الحزن يصل قمته / تون: تصدر صوت الأنين / ونتك: أنينك / بالك: إياك / شكبان: مقدار كبير / تفز: تفزع / دافن: مصدرمن فعل دفن أي وارى التراب / سهر: إجعلها تسهر / الريل: القطار / ذوب: إجعلها تذوب / فرهد: قم بنثر / حبابي: حبات جمع حبة / بس: فقط / يبوك: يسرق / ملسوع: لدغه أو لسعه شئ ساخن جداً / لملم: إجمع / نعثرها: نجعلها تتعثر وتعبر بصعوبة / الضيم: الظلم والقهر / الهضم: الحق المستلب / مشتال: مكان شتل الزرع / ماحن: لم يحنّ  / نثيث: رذاذ / الديم: المطر / الكيظ: القيظ وهوالحر / بثكل: بثقل / بعدك: لا تزال / امجيم: لا تستجيب / مرك: مرَ وعبر / شتكله: ماذاتقول له / الهيم: الضياع أو هائم  / يبست: جففت / تموع: تذوب مثل الشمعة حتى تموت / شمسح: ماذا أمسح / جزاني الوكت: فاتني الوقت / راح: تبدى وذهب / كمرية: الليالي المقمرة / مامش: لا توجد  / ليش: لماذا / احنه: نحن / موش: أليس / ابصيف: في الصيف / دواشك: الفرش الوثير / ابكيف: في غبطة وسعادة / غرب: رحل وغاب / اجانه: جاءنا / حسبالي: حسب الذي في بالي / يسوه: يستحق / ثاري: إتضح وتبيَن.

## شرح القصيدة
قد يأتينا الفرح ضيفاً فعلق له صواني الشموع
(الخطار: هو الضيف غير المتوقع أو زائر آخر الليل الذي يبيت ليلة واحدة ولا يبقى طويلاً لأنه مسافر بالصحراء - وصواني الشموع هي طريقة عراقية للترحيب بالضيف بإشعال بعض الشموع وتثبيتهم على صينية للترحيب بالضيف)
رش الطريق بالدموع (كالماء) احتفالاً بقدوم الفرح ومروره بالطريق
يا قلبي أين وضعت الحزن؟ ويجيب القلب: «رفعته على جانب الطريق» (كي لا يراه الضيف).
يقول القلب للشاعر: «أنت دائماً ما تئن أنينك وتبكي كثيراً».
ويرد الشاعر على القلب: الفرح طيف كاذب
يقول القلب للشاعر: «إياك أن تجهر بحزنك لضيفك (الفرح) لأن حتى صوت الحزن مسموع».
حتى الليل والظلام يغضب من أنين حزنك فإياك أن يراك مستيقظاً ليلاً. (المقصود بالليل هو حراس السجن).
استقبل ضيفك وأنت دافن بصيص الأمل على ضوء نجم سهيل (سهيل هو نجم مشهور عند العرب يرشدهم الطريق ليلاً).
يقول القلب: فات القطار وولى (أي فات وقتاً طويلاً في انتظار الضيف)، يرد الشاعر: لا شأن لك به (بالقطار).
ضع لنا موقد لنزيد سعير الشوق والحزن.
يقول الشاعر للقلب: يريد الشاعر أن يبقى الفرح أطول فترة ممكنة، فيقول لقلبه أن يشعل ويذيب كل الشموع الموجودة لديهم وأن يقدم كل الهيل الموجود.
حتى لا ينسرق عمري بعيداً عن الفرح، لأن طيف العمر يجري سريعاً
اجمع سنوات العمر - بعثرها في ليل الظلم والقهر
انشرها فوق الحق المسلوب - اصبغها بلون البخار (سنين العمر المسلوبة تبخرت ولن تعود).
مشتل عمرك ذبل - لأن المطر لم يشفق عليه
وجاءك الحر (الصيف) بثقل (بدلاً من أن يكون لطيفاً) ولا زلت باقياً مكانك لا تستطيع التحرك.
خيال حلمك مر دون أن يتوقف عندك، هل ستقول له أن ذلك عيباً كبيراً ألا يتوقف؟
العادة عند أهل البادية والعرب القدماء أن الفارس أو الخيال المسافر إذا بات عندك يكون كرماً وشرفاً لك، وعيب كبير على الفارس ألا يتوقف من أجل الضيافة).
يقول الشاعر للفرح الذي شبه بالفارس أو الضيف الذي غادر ولم يتوقف: طيفك غرق بعيوني من كثرة دموعي، وأحاول أن أمسح دموعي.
ماذا أمسح، فات الوقت، وذهب الحلم، يا خسارة
وها نحن في ليلة قمرية ليس لها آخر (ليل ما إله نهار) ويتساءل: كيف ذلك ألسنا بالصيف؟
كيف نكون بالصيف وأنا أرى هذا الظلام والحزن الشديد، لا تظن أنني سعيد بهذا الليل.
أن الفرح حلّ كضيف مسرع عابر ما لبث أن غادر
اعتقدت أن عتابه من حقي - فتبين أن العتب ممنوع.
قد يأتينا الفرح ضيفاً فعلق له صواني الشموع.

## حول الألبوم وصانعه
يقول إلهام المدفعي أن نظام صدام حسين حاربه بسبب أغانية المعارضة والمساندة لحقوق الإنسان، وكتبت صحيفة الاندبندنت في 16 يوليو 2003: «نجوم البوب ليسوا أكبر من إلهام المدفعي - ليس في العراق، على أي حال. لكن هذا لا يعني أن سنواته في القمة كانت سهلة. عشية أول حفلة له في المملكة المتحدة، صرح لروز جورج عن مخاطر كونه المغني المفضل لأبناء صدام حسين ... لا صوت خادع وجيتار فلامنكو، ولا قانون قديم (وهي آلة تشبه القيثارة) ممزوجة مع ألتو ساكس. لا شعر غنائي ولا موسيقى تقليدية ... أول عراقي استخدم الآلات الحديثة في عزف الموسيقى العربية ... وطوال المقابلة، لا يتوقف عن مضغ العلكة».

## الأغنية على المسارح حول العالم
كانت أغنية «خطار» هي بداية عرض إلهام المدفعي  في قاعة ألبرت هول بالعاصمة البريطانية لندن، ومعه ارتفع الهتاف والتصفيق والرقص، الذي كسر رتابة مكان له جديته ووقاره حيث ملأ العراقيون المسرح، ومعهم عرب من جنسيات مختلفة، وكذلك غربيون، والمناسبة الاحتفاء بنتاج تسعة شهور من التعاون بين الفنان العراقي المخضرم إلهام المدفعي وعازف العود العراقي الشاب خيام اللامي، برعاية اذاعة «بي بي سي - 3» التي خصصت لهما حفلة ضمن مهرجان برومز الموسيقي، بالتنسيق مع برنامج اكتشاف المواهب الكلاسيكية «وورلد روتز». تعود المدفعي تقديم «خطار» في عروضه على المسرح مع إطالة المقدمة الموسيقية لتخصيص أجزاء عزف منفرد للناي والطبول والقانون كما حدث في مهرجان ليالي القلعة 2012 في عمان بالاردن، وأيضا عندما استضاف برنامج «ستار أكادمي»، في موسمه الأول عام 2003، الفنان الهام المدفعي ليشارك الشاب السعودي محمد الخلاوي في غناء «خطار» وسط تصفيق ورقص الجمهور الغفير الذي لا يعلم أنها أغنية حزينة.

## وصلات خارجية
https://www.alnaked-aliraqi.net/article/76535.php خطار (أغنية)
https://www.ssrcaw.org/ar/show.art.asp?aid=448279 خطار (أغنية)
https://almadasupplements.com/view.php?cat=24314 خطار (أغنية)
https://www.iraqicp.com/index.php/sections/literature/22155-2019-07-16-17-53-33 خطار (أغنية)
https://www.youtube.com/watch?v=DLqCPyrYPSc خطار (أغنية)
https://www.youtube.com/watch?v=OkmCi64r-Mw خطار (أغنية)
https://www.youtube.com/watch?v=a13wpp-lhgI خطار (أغنية)
https://www.youtube.com/watch?v=NNvYBoUu1Jk خطار (أغنية)
https://www.youtube.com/watch?v=Z4NhaykuA2k خطار (أغنية)